# Rose Pauly
Rose Pauly, rozená Rose Pollak,  také  uváděná jako Pauly-Dreesen nebo Fleischner (15. března 1894 Prešov – 14. prosince 1975 Kfar Šmarjahu), byla operní pěvkyně, dramatická sopranistka.

## Život
Studovala ve Vídni u Rosy Papier-Paumgartner a v sezóně 1917–1918 debutovala v Hamburku v menší roli v opera Friedricha von Flotow Marta aneb Trh v Richmondu. Poté odešla do Gery a Karlsruhe V roce 1922 zpívala titulní roli v německé premiéře Káti Kabanové v Kolíně nad Rýnem. V Berlíně dne 19. listopadu 1927 zpívala Leonoru v moderní inscenaci Fidelia, pod taktovkou Otto Klemperera. Tam také zpívala Marii v Diktátorovi Ernsta Křenka a zúčastnila se premiéry opery Neues vom Tage Paula Hindemitha. V roce 1930 zpívala v premiéře opery Fremde Erde Karola Rathause ve Státní opeře v Berlíně. Podílela se také na premiérách nových oper ve Vídeňské státní opeře, např. v roce 1930 účinkovala ve vídeňské premiéře opery Albana Berga Vojcek v roli Marie.
Účinkovala  v Saské státní opeře v Drážďanech, Budapešťské státní opeře a Velké opeře v Paříži.
Ještě před rokem 1933 byla Rose Pauly obětí antisemitských tiskových útoků. Po nástupu Hitlera k moci již nemohla vystupovat v Berlínské státní opeře a musel opustit Německo. Své aktivity přemístila do Štýrského Hradce, Brna, Vídně a Salcburku – po anšlusu Rakouska přestala zpívat v německy mluvících zemích. Již v roce 1937 přišla Rose Pauly do New Yorku – v rámci turné po Severní a Jižní Americe – kde zpívala Elektru v koncertním provedení pod vedením Artura Rodzińského a Newyorské filharmonie. Kvůli tomuto představení byla okamžitě angažována do Metropolitní opery. V roce 1938 slavila další triumf jako Elektra v Covent Garden Opeře, San Franciscu a New Yorku.
Po těžkém pádu musela kolem roku 1942 ukončit jevištní kariéru. V polovině 40. let se Rose Pauly přestěhovala se svým manželem do Palestiny, kde dělala učitelku zpěvu v Jeruzalémě. Jednou z jejích žákyň byla sopranistka Hilde Zadek.